# Erkersreuth

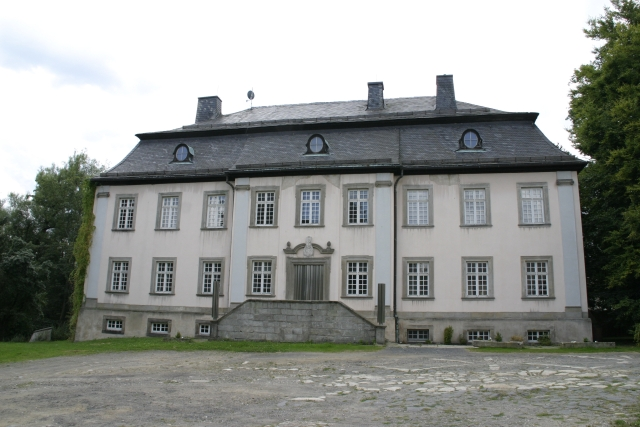
Nový zámek Erkersreuth.

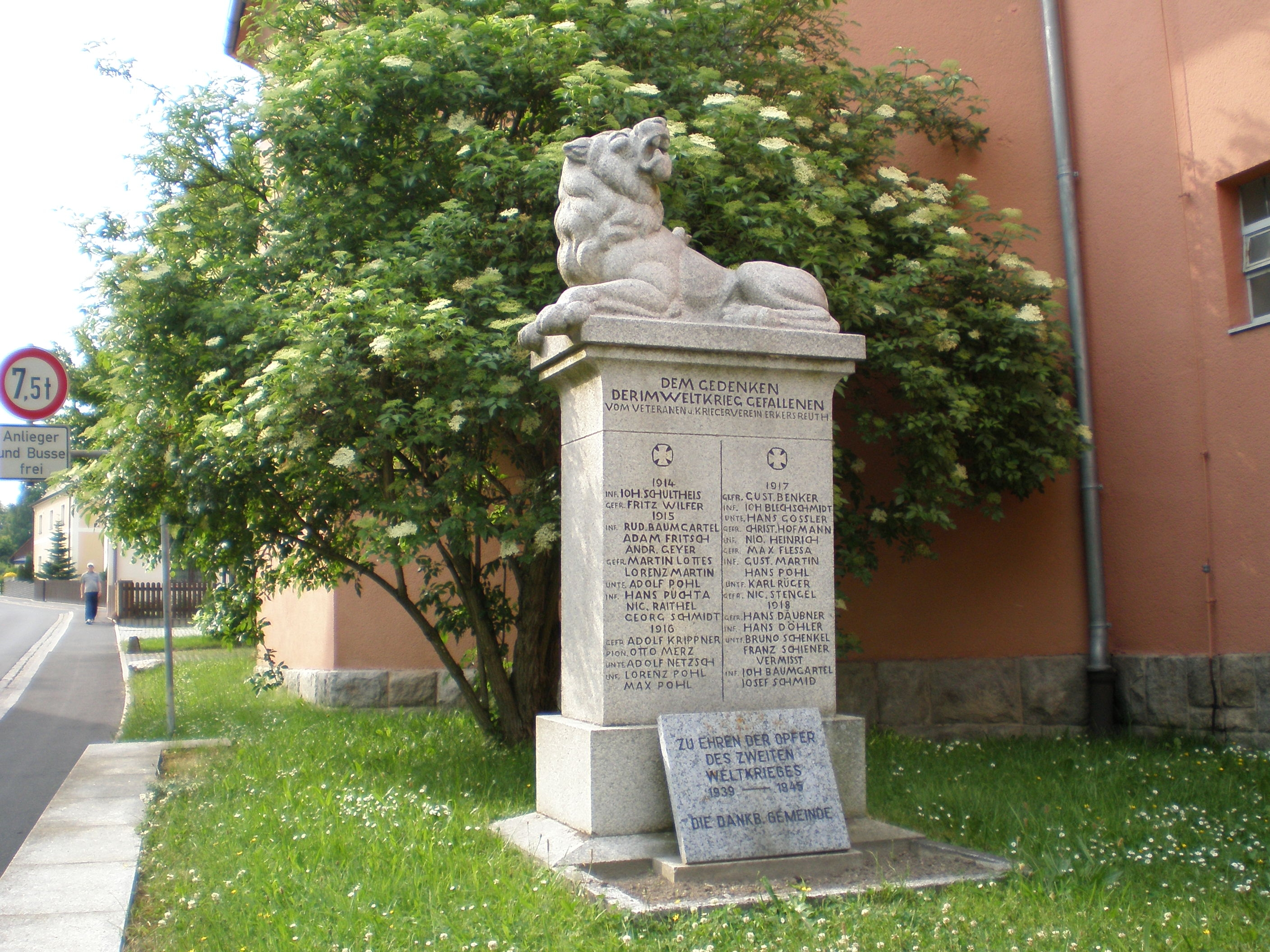
Památník 1. a 2. světové války před evangelickým kostelem.

Erkersreuth je německá pohraniční vesnice, místní část města Selb v zemském okrese Wunsiedel im Fichtelgebirge v Bavorsku. Má přibližně 1450 obyvatel.

## Geografie
Erkersreuth leží v bavorském okrese Wunsiedel im Fichtelgebirge, přibližně 2 kilometry severoseverovýchodně od centra Selbu a 4 kilometry jihozápadně od Aše v nadmořské výšce 607 metrů. Se Selbem tvoří jednotný celek. Erkersreuth sousedí na severovýchodě s vesnicí Wildenau, na severu s Lauterbachem.
Obcí prochází železnice na uzavřené trati Aš-Selb.

## Historie
Poprvé je vesnice zmiňována v přídomcích pánů z Raithenbachu v roce 1252. V listině z roku 1414 mezi purkrabím a městem Cheb je zmiňována obec a místní panství. Nickel z Reithenbachu byl v letech 1416 a 1417 přísedícím u zemského soudu v Chebu. V roce 1448 je již v Erkersreuthu zmiňován vlastní soud.
V roce 1616 se stává majitelem obce Konrád z Raithenbachu. V roce 1689 umírá jeho syn Bedřich, který nemá žádné potomky. Pánem se tedy stává Konrádův bratr Kašpar Karel. Rod Raithenbachů z Erkersreuthu vymírá v roce 1691.
V roce 1696 odkupuje Erkersreuth od Bavorského knížectví za 33 tisíc guldenů Bernhard Jobst z rodu Lindenfelsů. Členové rodiny Lindenfelsů patřili mezi vysoké úředníky Bavorského knížectví. V roce 1748 si Lindenfelsové postavili v obci nový zámek. V roce 1800 prodává Adam Karel Lindenfels sídlo pruskému ministrovi Theodoru von Kretshmannovi. V roce 1811 ho od něj získávají továrníci Riedel z Klingenthalu a Franz Wilfer z Hazlova.

### Znak a vlajka
Erkersreuth stále používá svůj znak a vlajku (při oslavách apod.), i když již není vlastní obcí. Tyto symboly schválila bavorská vláda v roce 1961. Znak je složen z erbů rodů Raithenbachů a Lindenfelsů. Vlajka je poté složena z bílého, červeného a žlutého pruhu se znakem.

## Památky
- nový zámek Erkersreuth
- evangelický kostel
- kaplička sv. Huberta